# Jesús Arellano
José de Jesús Arellano Alcócer (født 8. maj 1973 i Monterrey, Mexico) er en tidligere mexicansk fodboldspiller (kantspiller).
Arellano spillede på klubplan størstedelen af sin karriere hos CF Monterrey i sin fødeby. Her tilbragte han hele 17 sæsoner, og var med til at vinde tre mexicanske mesterskaber. Han var også i tre sæsoner tilknyttet Chivas Guadalajara.
Arellano nåede over en periode på 11 år at spille 70 kampe og score syv mål for Mexicos landshold. Han repræsenterede sit land ved en lang række internationale slutrunder, heriblandt VM i 1998 i Frankrig, VM i 2002 i Sydkorea/Japan og VM i 2006 i Tyskland. Han var også med til at vinde guld ved Confederations Cup 1999 på hjemmebane samt ved de nordamerikanske mesterskaber CONCACAF Gold Cup i 2003.

## Titler
Liga MX
- 2003, 2010 og 2011 med CF Monterrey

Confederations Cup
- 1999 med Mexico

CONCACAF Gold Cup
- 2003 med Mexico